# Phan Kế An
Phan Kế An, né le 20 mars 1923 à Đường Lâm (vi) dans la province de Hà Tây (Union indochinoise) et mort le 21 janvier 2018 à Hanoï, également connu sous le nom Phan Kích, est un peintre vietnamien. Il est le fils de Phan Kế Toại (vi) (1892–1973), un haut-mandarin et ancien ministre du Nord-Viêt Nam.
Il étudie à l'école Bưởi auprès de professeurs renommés tels que Lê Thị Lựu, Tô Ngọc Vân et Nguyễn Tường Lân. Il s'inscrit à l'École des beaux-arts de l'Indochine en 1944, mais il rejoint la guérilla du Việt Minh avant d'obtenir son diplôme. En novembre 1948, il passe trois semaines en compagnie de Hồ Chí Minh et de ses conseillers pour produire vingt portraits.
Sur la demande du secrétaire général du Parti communiste vietnamien, Trường Chinh, il intègre l'équipe du journal Sự thật (l'ancêtre du Nhân Dân), où il est libre de couvrir les sujets qu'il souhaite, ce qui est rare à cette époque. Il participe à l'élaboration de dessins politiques visant principalement l'impérialisme américain et français ainsi que Ngô Đình Diệm (déjà avant l'arrivée au pouvoir de celui-ci). Durant la guerre du Viêt Nam, il continue de peindre pour critiquer notamment les bombardements américains sur Hanoï.